# Insming
Insming là một xã trong vùng Grand Est, thuộc tỉnh Moselle, quận Château-Salins, tổng Albestroff. Tọa độ địa lý của xã là 48° 57' vĩ độ bắc, 06° 52' kinh độ đông. Insming nằm trên độ cao trung bình là 235 mét trên mực nước biển, có điểm thấp nhất là 215 mét và điểm cao nhất là 273 mét. Xã có diện tích 7,21 km², dân số vào thời điểm 1999 là 607 người; mật độ dân số là 84 người/km².

## Thông tin nhân khẩu
| 1962 | 1968 | 1975 | 1982 | 1990 | 1999 |
| ---- | ---- | ---- | ---- | ---- | ---- |
| 573  | 574  | 547  | 585  | 631  | 607  |